# Claudia Vasconcellos
Claudia de Vasconcellos Guedes (Rio de Janeiro, 20 de março de 1963) é uma policial civil, professora e árbitra de futebol.

## Biografia

### Primeiros anos e formação acadêmica
Claudia nasceu no Rio de Janeiro, capital do estado do Rio de Janeiro, no ano de 1963.
Formou-se em educação física na Universidade Federal do Rio de Janeiro (UFRJ), instituição onde também especializou-se em arbitragem.

### Carreira
Foi árbitra Federação Internacional de Futebol (FIFA), a partir de 1995, num período que durou cinco anos. Atuou na Copa do Mundo de Futebol Feminino de 1991, na partida da disputa pela terceira posição entre as seleções da Suécia e Alemanha, primeira partida oficial de um mundial da FIFA arbitrada por uma mulher.
Também apitou nos Jogos Olímpicos de Verão de 1996, realizado em Atlanta, nos Estados Unidos, quando o futebol feminino foi incluído como esporte olímpico. Nos jogos, foi árbitra em três partidas.
Atuou como professora de educação física e tornou-se policial civil do estado do Rio de Janeiro.